# Nor (koning)
Nor is de legendarische naamgever van Noorwegen.
De verhalen van koning Nor komen voor in de Fundinn Nóregr, waarmee de Orkneyinga saga begint en de Hversu Noregr byggdist, die beiden in het Flateyjarbók staan.
Koning Thorri (bevroren sneeuw) was de zoon van koning Snaer (sneeuw), de zoon van Frosti (vorst) of Jökul (Gletsjer), de zoon van Kari (de god van de wind), de zoon van de reus Fornjót, de koning van Gotlandi, Kaenlandi en Finnlandi. Thorri is lang met Thor, de dondergod, geïdentificeerd. Thorri had twee zonen, Nor en Gor, en een dochter, Goi. Goi was opeens verdwenen en na drie jaar nog steeds niet gevonden. Toen ging Nor over land op ski's naar haar zoeken en Gor per schip over zee. Nor kwam in het land, dat later Noorwegen zou worden genoemd, versloeg koning Sokni en kwam koning Hrolf tegen. Rolf bleek Goi te hebben meegenomen en inmiddels met haar te zijn getrouwd. Nor trouwde met Rolfs zuster Hödd. Van Nor zijn drie kinderen bekend: Thrand, Gard en Raum de Oude. Van Raum de Oude stamde Halfdan de Oude en van zijn zoon Naefil, de stichter van de dynastie van Nevelingen (Nibelungen) was Gjuki een afstammeling. Sigurd werd met Gjuki's zonen bloedbroeders. Hierover is in de Edda's te lezen.
Besloten werd dat Nor over het vasteland zou heersen en zijn broer Gor over de eilanden. Nors koninkrijk werd Noregr (Noorwegen) genoemd. 